# Aclamación de Amador Bueno
La Aclamación de Amador Bueno o Revuelta de Amador Bueno fue, supuestamente, una revuelta nativista orquestada por colonos españoles ocurrida en São Paulo dos Campos de Piritaninga en 1641, poco después de la aclamación real de Juan IV. Es considerada la primera manifestación de carácter nativista de la época colonial del Brasil.
El episodio fue el primer gesto de autonomía ocurrido en la colonia y, no por casualidad, sucedió en São Paulo que era una región de poco contacto con Portugal y donde se daba un mestizaje entre indígenas y extranjeros.

## Antecedentes

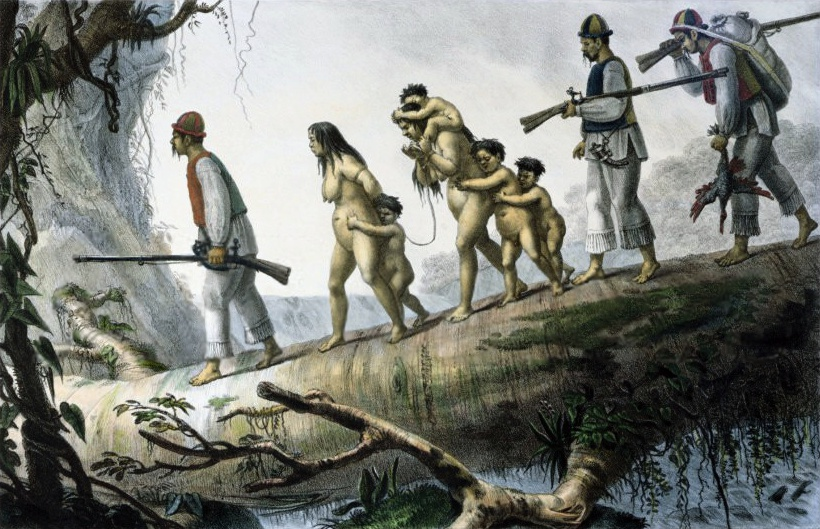
La esclavitud indígena, que creció durante la Unión Ibérica, fue amenazada en 1640

Durante la Unión Ibérica, los habitantes de la Capitanía de San Vicente, especialmente de São Paulo dos Campos de Piratininga, pudieron extender el territorio hacia lo que era considerado América Española según el Tratado de Tordesillas. En esas campañas, los bandeirantes tenían libertad de acción, atacando las misiones de la Compañía de Jesús. Durante este período, también floreció el comercio y el contrabando con la región del Río de la Plata.
En diciembre de 1640, con la coronación de D. João, Duque de Bragança, que marcó la restauración de la independencia portuguesa, los colonos de la zona temieron que el nuevo rey prohibiese la captura y venta de indios capturados tras intensos combates en el interior ya la familia real portuguesa obtenía beneficios de la explotación del tráfico humano africano. Al prohibir la esclavitud indígena, la corona obligaba a los colonos a utilizar mano de obra esclava africana. Así, los comerciantes de la colonia sabían que sus negocios con Buenos Aires y la cuenca del Río de la Plata se verían comprometidos por esta inquietante maniobra de la Corona portuguesa. La aclamación del duque de Braganza como nuevo rey de Portugal y su obstinada política de sustituir la mano de obra indígena por mano de obra esclava africana -un lucrativo negocio para Portugal y la familia real portuguesa- asestó un duro golpe a los comerciantes de la colonia y a los castellanos establecidos desde hacía tiempo en São Paulo.

## La revuelta

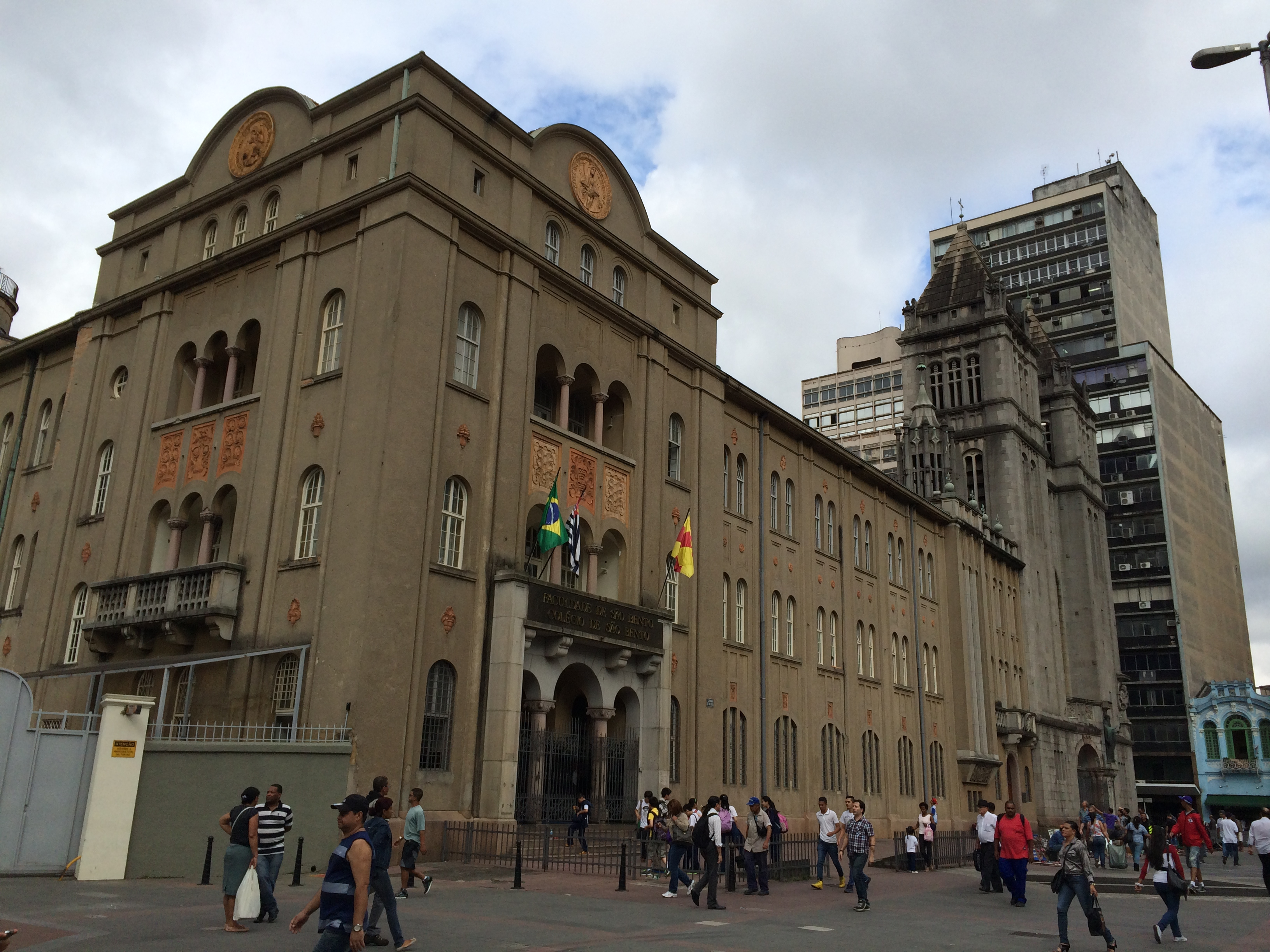
Mosteiro de São Bento, donde Amador Bueno se refugió tras rechazar la propuesta de aclamación.

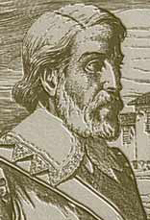
Amador Bueno

Queriendo mantener la autonomía de la ciudad, los colonos propusieron la elección de un rey a sus amigos, aliados y parientes, convenciendolos de que podían negarse a reconocer al nuevo rey portugués ya que aún no le habían jurado obediencia y que ellos  tenían cualidades personales que les capacitaban para imperios mayores y que la ventajosa situación de la ciudad y el control que tenían sobre miles de indígenas les mantendrían a salvo de invasores. 
Eligieron como rey a Amador Bueno da Ribeira (que probablemente vivió entre 1584 y 1649), hijo de un español de Sevilla y una brasileña de ascendencia indígena, acaudalado poblador local, terrateniente, capitán mayor y defensor del pueblo.
Amador Bueno consideró la propuesta pero la rechazó, más por miedo a las consecuencias para sus negocios que por lealtad a los portugueses y a su rey. Se dice que incluso fue amenazado de muerte si no quería empuñar el cetro y tuvo que huir de su casa para esconderse en el Mosteiro de São Bento. Sin embargo, tras intensas negociaciones, se garantizó a los castellanos y partidarios de la propuesta que sus negocios no se verían afectados por Portugal, por lo que juraron lealtad al rey João IV.

## Resultado
El gesto acabó por no tener consecuencias graves, ya que São Paulo era una región económicamente marginada y los castellanos eran incapaces de iniciar una lucha contra Portugal sin el apoyo de Madrid. El episodio histórico sirvió, sin embargo, para demostrar el descontento de los paulistas con la dominación portuguesa.